# علی خاتمی
علی خاتمی (زادهٔ ۱۳۲۶) روحانی ایرانی و نماینده ولی فقیه در استان زنجان و امام جمعه شهر زنجان از سال ۱۳۹۰ تا ۱۴۰۳ بوده‌است. وی دارای عنوان حوزوی آیت‌الله می‌باشد. او بعد از واعظی با حکم رهبر جمهوری اسلامی ایران، سید علی خامنه‌ای در تاریخ ۲۵ بهمن سال ۱۳۹۰ به این سمت منصوب شده‌بود. وی در ۲۳ شهریور ۱۴۰۳ از سمت خود استعفا داد.